# Epitome monachi
Die Epitome monachi ist eine Handschrift zum römischen Recht, die in zwei Ausfertigungen vorliegt. Es handelt sich bei dem Werklein um eine Kurzfassung des sogenannten Breviars. Die Handschriften entstanden im fränkischen Zeitalter des 8. und 9. Jahrhunderts, vermutlich in Burgund. Eine der Handschriften wird im burgundischen Luxeuil verfasst worden sein. Die Begriffsbildung monachi verdeutlicht, dass der Verfasser ein Mönch war. Dieser Mönch wurde wohl auf Anregung seines Abts tätig. Eine der beiden Handschriften weist vornehmlich theodosianische und justinianische Gesetzesauszüge aus (so aus den Novellae), die andere Vertragsrecht aus der lex Salica (pactus legis Salicae). Später entstand noch eine dritte Handschrift, sodass insgesamt drei Handschriften bekannt sind. Die Dritte stammt wohl aus dem 10. Jahrhundert.
Die Epitome umfasst achtundsiebzig Blätter, die sich inhaltlich vorwiegend mit rechtlichen Themen beschäftigen. An den Seitenrändern wurden viele Glossen gesetzt, die weitgehend fragmentarisch zu lesen sind, weil die Seitenränder beschnitten wurden. Das Werk erinnert mit seiner Themenauswahl teils an die Epitome Aegidii, auch ist germanisches Gedankengut in das Werk eingedrungen. Es gilt als gelungen, da zu seinem Verständnis nicht auf das Hauptwerk, die lex Romana Visigothorum (Breviar) zurückgegriffen werden musste. Auch für die Praxis galten die Auszüge als verständlicher Leitfaden.
Die Epitome wird als eine typische Schreibtischarbeit gesehen, Unterrichtszwecken soll sie nicht gedient haben. Ihre Aufgabe soll darin bestanden haben, eine selbständige Interpretationsmöglichkeit des Breviars zu ermöglichen.